# New Adventure Island
New Adventure Island (高橋名人の新冒険島, Takahashi Meijin no Shin Bōken Jima) est un jeu vidéo de plates-formes par Hudson Soft, sorti en 1992 sur PC-Engine.